# 4779 Вітлі
4779 Вітлі (4779 Whitley) — астероїд головного поясу, відкритий 6 грудня 1978 року.
Тіссеранів параметр щодо Юпітера — 3,185.